# Youn Hyun-Jung
Youn Hyun-Jung (14 de marzo de 1979) es una deportista surcoreana que compitió en taekwondo. Ganó una medalla de oro en el Campeonato Mundial de Taekwondo de 2003, y una medalla de plata en los Juegos Asiáticos de 2002.

## Palmarés internacional
| Campeonato Mundial | Campeonato Mundial                | Campeonato Mundial | Campeonato Mundial |
| Año                | Lugar                             | Medalla            | Categoría          |
| ------------------ | --------------------------------- | ------------------ | ------------------ |
| 2003               | Garmisch-Partenkirchen (Alemania) | Medalla de oro     | +72 kg             |
| Juegos Asiáticos   |                                   |                    |                    |
| Año                | Lugar                             | Medalla            | Categoría          |
| 2002               | Busan (Corea del Sur)             | Medalla de plata   | +72 kg             |